# Bomba manometryczna

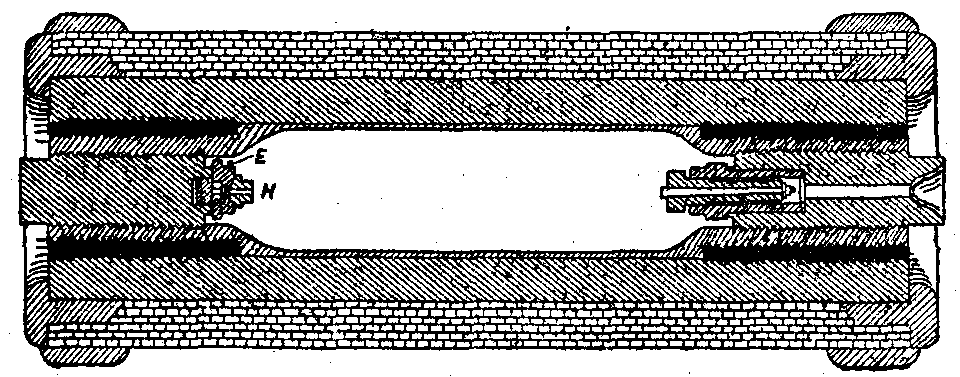
Ilustracja bomby manometrycznej z Encyclopædia Britannica 1911

Bomba manometryczna — urządzenie laboratoryjne do badania materiałów wybuchowych. Jest to szczelne naczynie o mocnych ścianach. Próbkę materiału wybuchowego o znanej objętości zapala się za pomocą zapalnika elektrycznego i mierzy się ciśnienie w czasie wybuchu (za pomocą manometrów lub przyrządu zgniotkowego. Za pomocą bomby manometrycznej można określić siłę prochu i kowolumen, a także współczynniki prawa prędkości spalania.